# 2022年北京パラリンピックのリヒテンシュタイン選手団
2022年北京パラリンピックのリヒテンシュタイン選手団は、2022年3月4日から3月13日まで中華人民共和国の北京で開催された2022年北京パラリンピックリヒテンシュタイン選手団の名簿。リヒテンシュタインの冬季パラリンピック出場は、1994年リレハンメルパラリンピック以来28年ぶり7大会ぶり、夏季パラリンピックを含めても2004年アテネパラリンピック以来18年ぶりとなった。

## 選手団
- 人員: 選手 1人
- 開会式旗手: サラ・フンダート

## 種目別選手・スタッフ名簿及び成績

### アルペンスキー
| 選手             | 種目           | 1回目    | 1回目    | 2回目    | 2回目    | 合計     | 合計     |
| 選手             | 種目           | 結果     | 順位     | 結果     | 順位     | 結果     | 順位     |
| ---------------- | -------------- | -------- | -------- | -------- | -------- | -------- | -------- |
| サラ・フンダート | 女子大回転座位 | 途中棄権 | 途中棄権 | 途中棄権 | 途中棄権 | 途中棄権 | 途中棄権 |
| サラ・フンダート | 女子回転座位   | 途中棄権 | 途中棄権 | 途中棄権 | 途中棄権 | 途中棄権 | 途中棄権 |